# Shopping Estação
O Shopping Estação é um shopping center de Curitiba, capital do estado brasileiro do Paraná. Localizado em uma antiga estação ferroviária, foi inaugurado em 1997 e conta com cerca de 150 lojas, dois teatros e um museu, dez salas de cinema e um 3D, uma praça de alimentação e um dos mais completos e modernos centros de convenções da América Latina: o Estação Convention Center.

## Histórico[1]
Através de uma concessão do espaço ocupado pela antiga RFFSA, o shopping foi inaugurado no ano de 1997 com o nome de Estação Plaza Show (em referência a antiga Estação Ferroviária de Curitiba) e sua maior atração era a área de entretenimento ou shopping de lazer, oferecendo salas multiplex de cinema (10 salas), pistas de boliche e várias opções de jogos eletrônicos e poucas lojas comerciais. Em 2000 o presidente e fundador da empresa O Boticário (Miguel Krigsner) e uma terceira empresa adquiriram o Plaza Show e com algumas reformas, reinauguraram como Polloshop Estação.
Dois anos depois, o local sofreu uma ampla reforma, incluindo novos pavimentos e agregando lojas "âncoras" e ampliando a oferta do espaço comercial, e assim, em 2002, o shopping é rebatizado para Shopping Estação. Em maio de 2004 foi inaugurado o Estação Embratel Convention Center - estrutura anexa ao shopping,- num contrato de “naming rights” com a empresa de telecomunicações. Em 2007, a gestão do Shopping Estação foi transferida para a empresa BRMalls, que administrou o shopping até o ano de 2023.
Em 2024, o Shopping Estação foi adquirido por fundos de investimentos de shoppings e passou a ter uma nova administração.